# SG Solingen
| Größter Erfolg:                                         | Größter Erfolg: |
| ------------------------------------------------------- | --------------- |
| - Handballbundesligist: Spielzeiten 2000/01 bis 2001/02 |                 |

Die SG Solingen ist eine Handballspielgemeinschaft in Solingen, bestehend aus PSVg Jahn Solingen und Sportring Solingen-Höhscheid.
Die SG setzt die lange Tradition des Solinger Handballs fort, dessen größter Erfolg der Titelgewinn bei der deutschen Feldhandball-Meisterschaft 1965 durch den BSV Solingen 98 war.

## Geschichte
Nachdem Jörg Föste 1989 Leiter der Abteilung Handball geworden war, stieg die SG Solingen in den 1990er Jahren, zunächst noch als Sportring Höhscheid-Solingen, innerhalb weniger Jahre aus der fünftklassigen Verbandsliga bis in die Handball-Bundesliga auf: Zur Saison 1994/95 war Höhscheid in der damals dritten Spielklasse angekommen und belegte als Neuling auf Anhieb in der Südstaffel der Regionalliga West den dritten Platz. 1995 gelangen dem Sportring drei entscheidende Transfers, die den Erfolg der kommenden Spielzeiten sichern konnten. Der Verein verpflichtete Bob Hanning als Trainer, der 1994 als Jugendtrainer mit TUSEM Essen die A-Jugend-Meisterschaft gewonnen hatte, und Hanning brachte zwei der begabtesten Essener Jugendspieler mit nach Solingen: Torsten Jansen und Florian Kehrmann. Mit diesem Trio gelang direkt in der folgenden Saison 1995/96 der Aufstieg in die 2. Bundesliga, und vier Jahre später mit dem Staffelsieg in der 2. Liga Süd, Saison 1999/00, der Aufstieg in die Bundesliga, inzwischen – seit der Fusion mit dem PSV Solingen im Jahr 1998 – unter dem Namen SG Solingen.
Die 1. Herrenmannschaft gehörte seit der Saison 2000/01 für zwei Jahre der 1. Bundesliga an und spielte nach dem Abstieg bis zur Saison 2005/06 in der 2. Bundesliga. Angesichts der geographischen Lage wechselte der Verein dabei von Zeit zu Zeit die Staffel. Während die Mannschaft 2004/05 in der 2. Bundesliga Nord spielte, gehörte sie in der Saison 2005/06 der Südgruppe an.
Die SG zeichnete sich auch durch erfolgreiche Jugendarbeit aus. So war die B-Jugend 2005 deutscher Jugendmeister. Im Jahr 2006 wurde diese Mannschaft als jahrgangsjüngeres Team deutscher Vizemeister. Am 23. und 24. Juni 2007 fand das erste A-Jugend Final-Four um die deutsche Meisterschaft in Solingen statt. Diese Veranstaltung war ein voller Erfolg für die SG Solingen, nicht zuletzt deshalb, weil sie den SC Magdeburg im Finale auf den 2. Platz verwiesen und somit Deutscher A-Jugend-Meister 2007 wurden. Als Trainings- bzw. Spielstätten wurden die Klingenhalle (2.400 Zuschauer) und die Sporthalle der August-Dicke-Schule genutzt.

## Ursprungsverein des Bergischen HC
Seit der Saison 2006/07 ist der Profibereich, nach Verschmelzung mit dem Profi-Kader des Nachbarvereins LTV Wuppertal, in den Bergischen HC ausgegliedert. Der Jugend- und Amateurbereich spielte zunächst unter dem Namen SG Solingen BHC, mittlerweile firmieren aber auch diese Teams als Bergischer HC.

## Auszeichnungen
Das Handballteam der Herren wurde mehrfach bei der Sportlerwahl in Solingen zur Mannschaft des Jahres gekürt. Als Sportring Höhscheid (1995), als Sportring Höhscheid-Solingen (1996 bis 1998), als SG Solingen (1999 und 2000) sowie als Bergischer HC (2009 bis 2011, 2013, 2015, 2017 bis 2019). Auch die A-Jugend der SG Solingen erhielt diesen Titel (2007).